# マルダーンシャー (サーサーン朝の王子)
マルダーンシャー（まるだーんしゃー、ペルシア語: مردانشاه）は7世紀のサーサーン朝の王子。
マルダーンシャーは、サーサーン朝の君主（シャーハンシャー）のホスロー2世 (590年 - 628年）とその愛妾シーリーンの間に生まれた。正妻との間に生まれたシェーローエを差し置いて、後継者に指名された。しかし、クーデターによりシェーローエが新たな皇帝に擁立されると、マルダーンシャーは兄弟と共に処刑された。